# Gunung Kabe
Gunung Kabe är ett berg i Indonesien.   Det ligger i provinsen Aceh, i den västra delen av landet, 1 700 km nordväst om huvudstaden Jakarta. Toppen på Gunung Kabe är 162 meter över havet, eller 131 meter över den omgivande terrängen. Bredden vid basen är 4,6 km.
Terrängen runt Gunung Kabe är kuperad österut, men åt nordväst är den platt. Havet är nära Gunung Kabe åt sydväst. Runt Gunung Kabe är det ganska tätbefolkat, med 90 invånare per kvadratkilometer.